# Xanthomicrogaster maculatus
Xanthomicrogaster maculatus är en stekelart som beskrevs av Penteado-dias, Shimabukuro och Van Achterberg 2002. Xanthomicrogaster maculatus ingår i släktet Xanthomicrogaster och familjen bracksteklar. Inga underarter finns listade i Catalogue of Life.